# 馬爾卡河
馬爾卡河是俄羅斯的河流，位於卡巴爾達-巴爾卡爾共和國和斯塔夫罗波尔边疆区，屬於捷列克河的左支流，河道全長210公里，流域面積10,000平方公里，發源自厄爾布魯士峰北麓，主要支流有巴克桑河，河畔城鎮有普羅赫拉德內。